# مخروطي طائن
مخروطي طائن (الاسم العلمي: Peloconus junodi)، جنس حشرات خنفسية أحادي النوع من فصيلة خنافس طويلة القرون.
وصفهُ كارل جوردن عام 1906.